# Microdebilissa collaris
Microdebilissa collaris là một loài bọ cánh cứng trong họ Cerambycidae.